# محسن كرامي
محسن كرامي (بالفارسية: محسن کرمی) هو لاعب كرة قدم إيراني في مركز الوسط، ولد في 11 أغسطس 1995 في قم في إيران. لعب مع نادي صبا قم.